# Kup na Makedonija 2012-2013
La Coppa di Macedonia 2012-2013 (in macedone Куп на Македонија, Kup na Makedonija) è stata la ventunesima edizione del torneo. La competizione è iniziata il 21 agosto 2012 ed è terminata il 26 maggio 2013. Il Teteks ha vinto il trofeo per la seconda volta.

## Sedicesimi di finale
| Squadra 1           | Risultato         | Squadra 2        |
| ------------------- | ----------------- | ---------------- |
| 21 agosto 2012      |                   |                  |
| Astibo              | 0 – 3             | 11 Oktomvri      |
| 22 agosto 2012      |                   |                  |
| Pobeda Junior       | 0 – 0 (5 – 3 dtr) | Rabotnički       |
| Karaorman           | 1 – 2             | Metalurg Skopje  |
| Madžari Solidarnost | 0 – 1             | Drita Bogovinje  |
| Poeševo             | 1 – 2             | Renova           |
| Babi Štip           | 1 – 0             | Napredok         |
| Lokomotiva Skopje   | 2 – 2 (5 – 4 dtr) | Miravci          |
| Rrufeja             | 0 – 2             | Vardar           |
| Plačkovica          | 0 – 3             | Škendija         |
| Belasica            | 1 – 3             | Sileks Kratovo   |
| Babuna              | 0 – 4             | Turnovo          |
| Ljuboten Tetovo     | 0 – 5             | Gorno Lisiče     |
| Ohrid               | 2 – 7             | Teteks           |
| Baškimi             | 2 – 2 (5 – 4 dtr) | Tikveš Kavadarci |
| Gostivar            | 0 – 0 (1 – 3 dtr) | Bregalnica Štip  |
| Slavej Mesheishta   | 0 – 6             | Pelister         |

## Ottavi di finale
| Squadra 1             | Totale | Squadra 2       | Andata | Ritorno |
| --------------------- | ------ | --------------- | ------ | ------- |
| 9 / 16 settembre 2012 |        |                 |        |         |
| Metalurg Skopje       | 4 – 3  | Turnovo         | 3 – 3  | 1 – 0   |
| Lokomotiva Skopje     | 0 – 9  | Teteks          | 0 – 2  | 0 – 7   |
| Baškimi               | 1 – 4  | Sileks Kratovo  | 1 – 1  | 0 – 3   |
| Pelister              | 6 – 1  | Babi Štip       | 5 – 0  | 1 – 1   |
| Škendija              | 2 – 0  | Bregalnica Štip | 1 – 0  | 1 – 0   |
| Pobeda Junior         | 0 – 2  | Drita Bogovinje | 0 – 0  | 0 – 2   |
| 11 Oktomvri           | 0 – 10 | Renova          | 0 – 5  | 0 – 5   |
| Vardar                | 4 – 1  | Gorno Lisiče    | 2 – 0  | 2 – 1   |

## Quarti di finale
| Squadra 1                     | Totale | Squadra 2       | Andata | Ritorno |
| ----------------------------- | ------ | --------------- | ------ | ------- |
| 14 ottobre / 21 novembre 2012 |        |                 |        |         |
| Teteks                        | 1 – 0  | Renova          | 0 – 0  | 1 – 0   |
| Drita Bogovinje               | 1 – 5  | Sileks Kratovo  | 1 – 2  | 0 – 3   |
| Škendija                      | 6 – 1  | Metalurg Skopje | 1 – 0  | 5 – 1   |
| Pelister                      | 0 – 3  | Vardar          | 0 – 1  | 0 – 2   |

## Semifinali
| Squadra 1                 | Totale      | Squadra 2 | Andata | Ritorno |
| ------------------------- | ----------- | --------- | ------ | ------- |
| 17 aprile / 2 maggio 2013 |             |           |        |         |
| Škendija                  | 1 – 1 (gfc) | Vardar    | 0 – 0  | 1 – 1   |
| Sileks Kratovo            | 0 – 3       | Teteks    | 0 – 1  | 0 – 2   |

## Finale
| Skopje 22 maggio 2013, ore 20:30 UTC+2 | Škendija | – | Teteks | Arena Philip II\| Arbitro: \| Stavrev \| |
| Arbitro:                               | Stavrev  |   |        |                                          |

- Partita sospesa dopo 10 minuti a causa di incidenti tra i tifosi[4].

### Replay
| Arbitro: | Aleksandar Stavrev |

|           |                      |              |
| Ejupi 15’ | Marcatori            | 68’ Micevski |
|           | Tiri di rigore 5 – 6 |              |